# Агласун
Агласун (тур. Ağlasun) — город и район в провинции Бурдур (Турция).

## История
Турецкое название города — это искажённое греческое «Сагалассос» (Σαγαλασσός). Археологические раскопки древнего Сагалассоса начались в 1990 году. 